# Song of Nevada
Song of Nevada è un film del 1944 diretto da Joseph Kane.
È un film western statunitense con Roy Rogers e Dale Evans.

## Produzione
Il film, diretto da Joseph Kane su una sceneggiatura di Olive Cooper e Gordon Kahn, fu prodotto da Harry Grey, come produttore associato, per la Republic Pictures e girato [nelle Alabama Hills a Lone Pine e nel French Ranch a Thousand Oaks, in California.

## Colonna sonora
- It's Love, Love, Love - scritta da Mack David, Joan Whitney e Alex Kramer
- New Moon Over Nevada - scritta da Ken Carson
- A Cowboy Has to Yodel in the Morning - scritta da Ken Carson
- Hi Ho Little Dogies - scritta da Glenn Spencer
- The Wigwam Song - scritta da Glenn Spencer
- Nevada - scritta da Charles Henderson
- What Are We Going to Do? - scritta da Charles Henderson
- Harum Scarum Baron of the Harmonium - scritta da Charles Henderson
- And Her Golden Hair Was Hanging Down Her Back - scritta da Felix McGlennon e Monroe Rosenfeld
- Scrub Scrub - scritta da Smiley Burnette

## Distribuzione
Il film fu distribuito negli Stati Uniti dal 5 agosto 1944 al cinema dalla Republic Pictures. È stato distribuito anche in Brasile con il titolo Acidente Afortunado.

## Promozione
Le tagline sono:
- "YOU'LL CHEER! YOU'LL APPLAUD! YOU'LL LOVE ROY ROGERS in this new song-filled super-adventure!".
- "NEW! DIFFERENT! ROY ROGERS' BEST! Rich in romance, alive with adventure, studded with melody!".